# Пёнки (гмина)
Пёнки (пол. Pionki) — сельская гмина (волость) в Польше, входит как административная единица в Радомский повет, Мазовецкое воеводство. Население — 9843 человека (на 2004 год).

## Демография
| Перепись                       | Всего   | Всего | Женщины | Женщины | Мужчины | Мужчины |
| ------------------------------ | ------- | ----- | ------- | ------- | ------- | ------- |
| Единицы                        | человек | %     | человек | %       | человек | %       |
| Население                      | 9843    | 100   | 4887    | 49,6    | 4956    | 50,4    |
| Плотность населения (чел./км²) | 42,6    | 42,6  | 21,2    | 21,2    | 21,5    | 21,5    |

## Сельские округа
1. Адольфин
2. Аугустув
3. Белины
4. Бжезинки
5. Бжезины
6. Чарна-Колёня
7. Чарна-Весь
8. Дзялки-Сусковольске
9. Хеленув
10. Янушно
11. Ярошки
12. Ясьце
13. Едльня
14. Едльня-Колёня
15. Кешек
16. Колёнка
17. Красна-Домброва
18. Ляски
19. Марцелюв
20. Мирень
21. Плахты
22. Посвентне
23. Салки
24. Соколы
25. Стоки
26. Суха
27. Сусковоля
28. Винцентув
29. Задобже
30. Залесе
31. Жджары
32. Тадеушув

## Соседние гмины
1. Гмина Гарбатка-Летниско
2. Гмина Гловачув
3. Гмина Гузд
4. Гмина Ястшембя
5. Гмина Едльня-Летниско
6. Гмина Козенице
7. Пёнки
8. Гмина Полична
9. Гмина Зволень